# 迪士尼Tsum Tsum
迪士尼是一個以迪士尼、彼思的卡通人物角色為主的可收集系列絨毛玩具，这些絨毛玩具来自LINE及科樂美開發的綁定式街機及手機遊戲《LINE：Disney Tsum Tsum》，當中包括由迪士尼擁有的《星球大戰》及「漫威超級英雄系列」的專營權。這個遊戲名稱「Tsum Tsum」來自日語動詞，其意思為「堆叠」，因為遊戲中的那些玩具角色被設計成堆疊在彼此之上，而形成金字塔形狀。
該遊戲最先於2013年在日本推出。2014年7月，迪士尼开始引进到美國售卖，並於2014年1月29日推出遊戲的國際版，造成搶購遊戲玩具之風潮，截至2014年末，該遊戲的絨毛玩具已售出180萬個。迪士尼自2014年7月開始在日本以外的地方銷售此絨毛玩具，大約在差不多相同時間，他們又在韓國發行了以松松為藍本的網絡聊天系列贴图。而隨後一個月巴黎迪士尼樂園也引進了这款遊戲。
2016年12月11日，上海迪士尼揭曉「Tsum Tsum」的中文譯名為「松松」。遊戲會隨著特殊節慶推出新款松松，并會在特定时期增加新款松松抽中的機率，也不定期會推出賓果卡和每月會推出期間限定任務，獎品大多是限定松松和徽章。

## 手機遊戲
《LINE：Disney Tsum Tsum》是由LINE開發及推出的一款適用於iOS及Android系統的免費手機遊戲，玩家需要穩定的互聯網連接來進行。遊戲集中於迪士尼、彼思及星球大戰的角色人物。遊戲分為兩個內容不同的版本：日文原始版本及獨立的全球版本。兩個版本均會定期分開作更新。

### 遊戲玩法
遊戲操作是直向介面的，畫面中會有4~5種松松從上落下堆積，玩家必須於手機的觸控熒幕上利用手指或觸控筆將相同三個或以上相同的松松連接以把它們清除，並在一分鐘的限時裡盡辦法清除最多的松松。隨著松松被清除，玩家在一次遊戲中清除四個或以上的松松以及連續連接次數（combo）越多就會獲得更高的分數。

#### 道具
進入遊戲前，有6款道具讓玩家於遊戲中使用以獲得高分數。

#### 炸彈／魔法泡泡
若連接達到7個松松以上（我的松松6連鎖以上）的話，就會出現一個魔法泡泡（日文版本稱為炸彈），點擊的話會消除周邊小範圍的松松。魔法泡泡和大型松松越多，遊戲完結時的分數就越高。若達到10連鎖以上則是會出現附帶特殊功能的魔法炸彈，不同的魔法炸彈有不同的特殊功能。此外在我的松松若使用杯麵時，可使用其特殊技能隨機放出特大型的炸彈，消除範圍比小型炸彈更加寬廣。
每當松松被清除時，它們會注入一個「發熱計」，當松松累積到一定數量／發熱計被注滿的時候便會觸發10秒鐘的「發熱時間（Fever Time）」，此模式會為玩家增加5秒的遊戲時間，可更快地清除松松，並暫時防止組合被打斷，而發熱期間所得到的分數也會增加。
玩家在每次遊戲完結時會獲得積分，玩家積分越高的同時會有更多的金幣來購買其他角色的松松。此外，隨著遊戲的次數增加，玩家的松松等級也會增加，玩家的松松等級增加也會提升遊戲分數。
此外，當玩家清除「我的松松」時，那是玩家在每次遊戲前選定的角色松松，清除它們可以讓玩家累積並使用到松松的特殊技能。

#### 玩家等級
玩家等級會顯示於遊戲畫面左上角，每當等級上升至10的倍數時，最終得分會上升1%。遊戲會依照等級來影響每一回合於遊戲結束時加上額外分數而得出總分數，等級越高可取得的額外分數也越多，這對於玩家總分數的加成也越大。
每次遊戲玩家需要一顆心心作為生命，若玩家沒有心心便不能進行遊戲，那時他們通常需要等待15分鐘來得到補充。玩家們可透過完成賓果卡（Mission Bingo）或活動中的任務，或利用「紅寶石」，那是遊戲中的高級貨幣，可透過現金購買，或玩家等級提升，又或是完成賓果卡獲得紅寶石。玩家也可透過登入Line或臉書向朋友發送心心，每位玩家可於每小時向每位朋友發送一顆心心，發送心心並不會影響玩家的心心數量。在發送心心的一小時內，接收者可同時獲得心心及200枚金幣的獎勵。

#### 賓果卡（）
每張賓果卡片裡共有25個任務，每個任務需要運用不同技能的松松去解決，連續完成5個任務連線後（橫向直向或斜向皆可），都可獲得拿到紅寶石、道具、金幣...等獎勵，完成全部25個任務後可獲得30,000元松松抽獎券，或是獲得特殊松松，或是升級技能等大獎，並可以開啟下一張賓果卡片。目前日語版松松已推出共15張賓果卡片，國際版亦推出共9張賓果卡片，兩者仍陸續推出中。目前賓果卡片需要玩家經驗值達第10級（國際版）／第15級（日版）後才能開始使用。

## 卡通角色
迪士尼松松有數十個角色的系列，包括米奇老鼠、米妮老鼠、唐老鴨、黛絲鴨、布魯托、高飛，以及其他的迪士尼人物角色如小熊維尼、小鹿斑比、皮諾丘、小姐與流氓、奇妙仙子、仙履奇緣等。同時也有新的系列，如扮嘢小魔星、反斗奇兵、怪獸大學、大英雄聯盟、富貴貓、星球大戰及反斗車王。迪士尼還為假日及特別活動推出角色特別節慶版本。當中也有以角色為主題的三維動畫短片系列。

## 玩具設計
迪士尼松松玩具通常由毛氈、微珠和填充物製成，儘管是硬塑料模型也可以找到。玩具呈卵形，大小各異。最初，玩具分作三種不同的尺寸：迷你（長3.5英寸（8.9厘米））、中型（長11英寸（28厘米））及，大型（17英寸（43厘米））。
2014年6月，新款的「巨型」尺寸（長21.5英寸（55厘米））在日本市場推出。
2015年10月，迪士尼宣布推出一款僅限訂購的小型尺寸（長7.5英寸（19厘米））。
2015年11月，在日本的D23博覽會期間，迪士尼推出了一種新款的「微型」尺寸（長2英寸（5.1厘米））。